# Мехди Ахаван Салес
Мехди Ахаван-Салес или Ахаван-Салесс (перс. مهدی اخوان ثالث; Машхад, 1. март 1929 — Техеран, 26. август 1990), познат под књижевничким псеудонимом М. Омид (م. امید, Нада) био је истакнути ирански песник. Један је од пионира слободног стиха (Поезија новог стила) на персијском језику.

## Биографија
Мехди Ахаван Салес је син Алија, апотекара из Фахраџа у провинцији Јазд, а мајка му је Марјам, родом из Хорасана. Ахаван Салес је рођен 1928. године у Машхаду у Ирану. Одрекао се интересовања за музику како би задовољио свог оца. Када је влада премијера Мохамеда Мосадеха срушена, затворен је заједно са другим политичким активистима. Његова кћерка Лале је рођена док је био у затвору.
Након што је пуштен из затвора 1957. године, почео је радити на радију, а убрзо након тога је пребачен у „Хузестан” да ради на телевизији. Касније је држао предавања из књижевности на радију и телевизији и на универзитету. После иранске револуције 1979. године, добио је чланство у Иранској академији уметника и писаца. 1981. године био је принуђен да се пензионише из државне службе без права на пензију. 1990. године, по позиву једне културалне организације у Немачкој по први пут је путовао у иностранство. Неколико месеци након повратка, умро је у болници Мехр у Техерану. Сахрањен је у темељу маузолеја великог песника Фирдусија Тусу.

## Поезија
Иако је поетска каријера Ахаван Салеса почела већ 1942. године, он није стекао посебна признања неопходна за улазак у књижевне кругове његовог времена, све док није објавио трећи том његових песама 1956. године. Под називом „Земестан” (Зима), ова збирка је помогла Салесову каријеру и допринела да се нађе при врху у трци за награду Нима Јушиџа. Заправо, за многе кругове, Надер Надерпур и Ахаван Салес су подједнако препознати као вредни наследници барда Мазандарана (Јушиџа). Чињеница да су, као и Нима, обојица започели као традиционалисти и уздизали се ка хоризонтима нове поезије преко индивидуалног, препознатљивог певања, што их чини заслужним за нови приступ песничком језику.
Ахаванова јака тачка, попут барда из Туса, Фирдусија, епска песничка вокација. Тачније, он бира теме епских димензија и изражава их истом жестином и жаром које Фирдуси користи у Шахнамеу. Разлика је у томе што пишу за две дијаметрално различите публике. Ахван Салес нема потребу да се бави његовом поезијом у бици иранских и туранских вођа, уместо тога он а се фокусира на нову садржину илуструјући је разноврсним, често невероватним поређењима, метафорама и симболима.
На крају, Салесов језик је прилично сложен. Приликом превођења његовог стиха, не може се игнорисати утицај унутрашње риме, међусобно повезивање наизглед различитих слика и свеприсутно бављења темом. Салесова „Зима” је добар пример за разумевање дубине његових мисли, као и вештине и финеса којима се разликују његов песнички говор. Превод Ираџ Баширија нам даје енглески еквивалент:
„Мехди Ахаван Салес је један од најбољих савремених персијских песника. Он је један од пионира слободног стиха (Поезије новог стила) у персијској књижевности, посебно епског певања модерног стила. Његова амбиција је увођење и прихватање новог стила у персијску поезију.”

## Дела

### Поезија
- Оргуље (Arghanoon ارغنون, 1951)
- Зима (Zemestān زمستان, 1956)
- Крај Шахнамеа (Ākhare Shāhnāmeh, آخر شاهنامه, 1959)
- Из Авестае(Az In Avestā, 1965, از اين اوستا)
- Песме за лов (Manzoomeye Shekār, 1966)
- Јесен у затвору (Pāeez dar Zendān, 1969)
- Љубавни текстови и плаветнило (Aasheghānehā va Kabood, عاشقانه ها و کبود, 1969)
- Најбоља нада (Behtarin Omid, 1969)
- Одабране песме (Ghozideh-ye Ash-ār, 1970)
- У јесењем малом дворишту у затвору (Dar Hayāte Koochak Pāeez dar Zendān, در حياط کوچک پاييز در زندان, 1976)
- Пакао, али хладан (Duzakh Amma Sard, 1978)
- Живот каже: И даље морамо живети (Zendegi Migooyad Amma Bāz Bayad Zist, زندگي مي گويد: اما بايد زيست, 1978)
- О ти Света земљо, како те волим ја (Torā Ay Kohan Boom o Bar Doost Dāram, تو را اي کهن بوم و بر دوست دارم, 1989)

### Друге књиге
- Видео сам Шуш (Shush-rā Didam, 1972)
- Кажу да Фирдуси (Guyand Ki Ferdowsi, 1976)
- Старо дрво и шума (Derakhti pir va jangal, درخت پير و جنگل, 1977)
- А сад ново пролеће (Inak Bahar-i Digar, 1978)
- Настави да се бориш, Хероју (Bejang, Ey Pahlavān, 1978)
- Нима Јушијеве иновације и естетика (Bed'athā va Badāye'i Nimā Yushij, بدعت ها و بدايع نيما يوشيج, 1979)
- Нима Јушијева заоставштина (Atā va Laqā-i Nimā Yushij, عطا و لقاي نيما يوشيج, 1983)